# 蓬贝朗热
蓬贝朗热（法語：Pont-Bellanger，法語發音：[pɔ̃ bɛlɑ̃ʒe] ⓘ）是法国卡尔瓦多斯省的一个市镇，属于维尔区。

## 地理
蓬贝朗热（48°55'54"N, 0°58'48"W）面积3.54 平方千米，位于法国诺曼底大区卡爾瓦多斯省，该省份为法国西北部沿海省份，北濒大西洋英吉利海峡，东北与滨海塞纳省以海上边界相接，东临厄尔省，南至奧恩省，西与芒什省接壤。
与蓬贝朗热接壤的市镇（或旧市镇、城区）包括：朗代勒和库皮尼、圣玛丽-乌特尔洛、圣马丹东、苏勒夫尔昂博卡日、泰西博卡日。

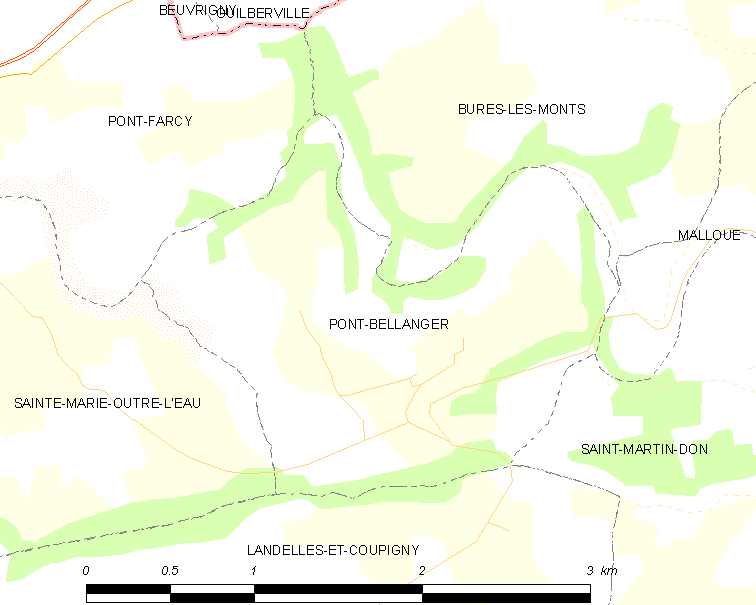
蓬贝朗热的OSM定位图

蓬贝朗热的时区为UTC+01:00、UTC+02:00（夏令时）。

## 行政
蓬贝朗热的邮政编码为14380，INSEE市镇编码为14511。

## 政治
蓬贝朗热所属的省级选区为维尔诺曼底县。

## 人口

1962-2008年间蓬贝朗热人口变化图示

蓬贝朗热于2022年1月1日时的人口数量为64人。